# Streptanthus inflatus
Espèce
Synonymes
Caulanthus inflatus S.Wats., (1881-82)
Streptanthus inflatus est une espèce végétale de la famille des Brassicaceae, originaire du sud-ouest des États-Unis.

## Répartition et habitat
Ouest des États-Unis.

## Systématique
Le nom Caulanthus inflatus S.Wats. (1881-82) est considérée comme un synonyme de Streptanthus inflatus (S.Watson) Greene, 1891.

## Publication originale
- (en) Greene E.L., 1891–1897. Flora Franciscana. An attempt to classify and describe the vascular plants of middle California. (1: i-ii, 1-128. 1891; 2: 129-280. 1891; 3: i-ii, 281-352. 1892; 4: 353-480, 1897).

Biodiversity Heritage Library : 7387535 .